# Szczuczno (jezioro w Borach Tucholskich)
Szczuczno – jezioro w woj. kujawsko-pomorskim, w pow. tucholskim, w gminie Tuchola w pobliżu wsi Klocek-Wybudowanie, leżące na terenie Borach Tucholskich.
Według urzędowego spisu opracowanego przez Komisję Nazw Miejscowości i Obiektów Fizjograficznych (KNMiOF) nazwa tego jeziora to Szczuczno. W różnych publikacjach i na mapach topograficznych jezioro to występuje pod nazwą Jezioro Sztuczne.
Powierzchnia zwierciadła wody według różnych źródeł wynosi od 21,3 ha do 22,5 ha.
Zwierciadło wody położone jest na wysokości 109,1 m n.p.m. Średnia głębokość jeziora wynosi 2,5 m, natomiast głębokość maksymalna 6,5 m.
Jezioro leży na obszarze Tucholskiego Parku Krajobrazowego